# ソニー・グレイ
ソニー・ダグラス・グレイ（Sonny Douglas Gray, 1989年11月7日 - ）は、アメリカ合衆国テネシー州ナッシュビル出身のプロ野球選手（投手）。右投右打。MLBのセントルイス・カージナルス所属。愛称はピクルス。

## 経歴

### プロ入り前
ナッシュビルで生まれ、同じテネシー州のスマーナで育つ。父ジェシーは彼が高校1年の時に交通事故で他界した。
高校時代は投手と打者の両方として活躍、またアメリカンフットボールでもクォーターバックとして地元紙の選ぶ最優秀選手に2007年と2008年の2年連続で選ばれる。
2008年にはMLBドラフト27巡目（全体821位）でシカゴ・カブスから指名されるが、契約せずにヴァンダービルト大学へ進学。
入学後しばらくはリリーフとして起用されていたが、大学3年、4年時はエースとして活躍。2010年に日本で開催された第5回世界大学野球選手権大会にはアメリカ合衆国代表として参加した。
最終年はヴァンダービルト大学初となるメンズ・カレッジ・ワールドシリーズに出場し、テイラー・ヒルなどと共にチームを準決勝まで導いたが、準決勝ではアンソニー・デスクラファニー、プレストン・タッカー、ニック・マロンデなどのいるフロリダ大学に敗れた。

### プロ入りとアスレチックス時代

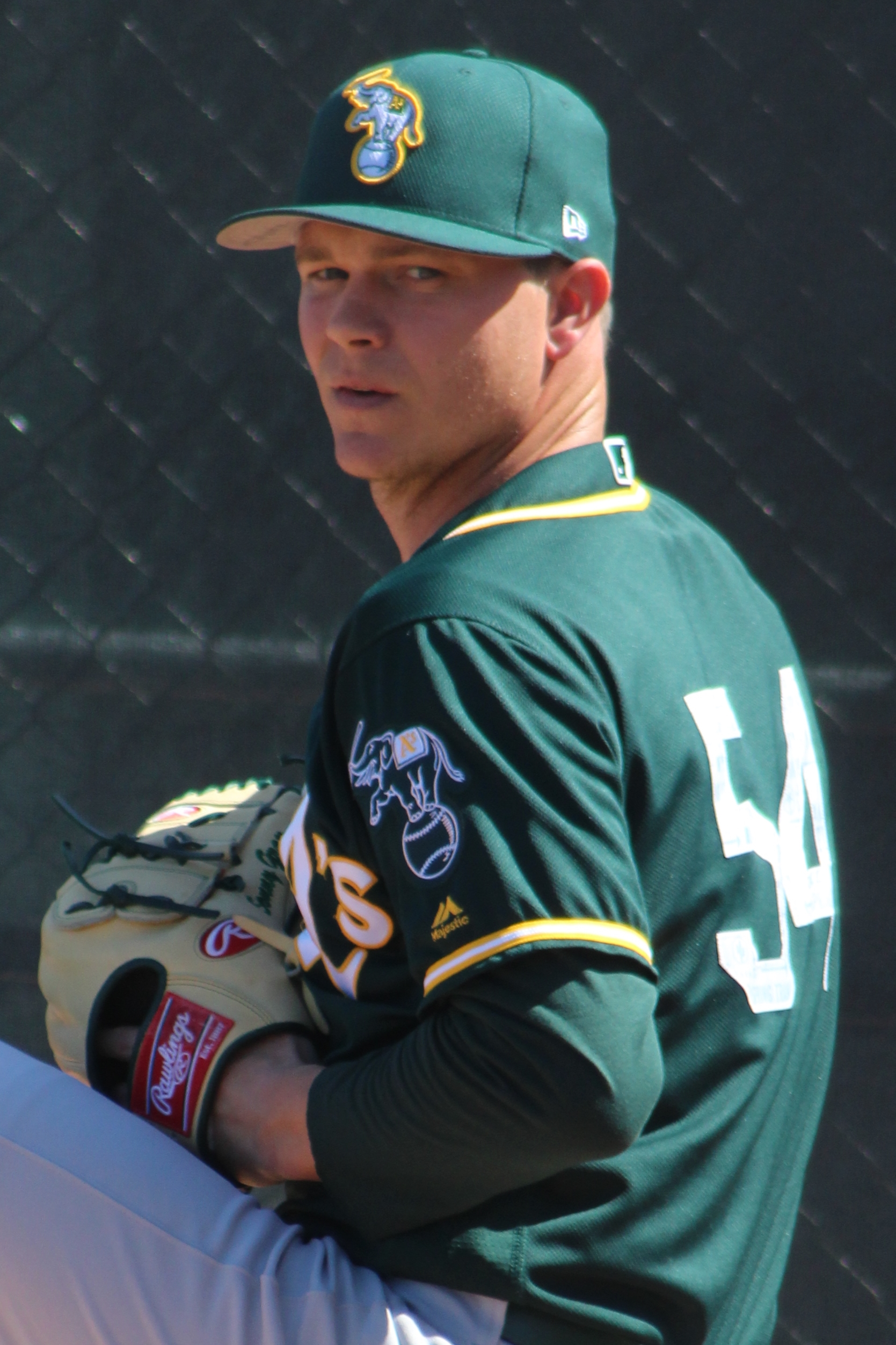
オークランド・アスレチックス時代
（2017年3月7日）

2011年、MLBドラフト1巡目（全体18位）でオークランド・アスレチックスから指名を受け、7月25日に契約を結んだ。ルーキー級アリゾナリーグ・アスレチックスでプロデビュー。1試合に登板後、AA級ミッドランド・ロックハウンズへ昇格し、5試合に先発登板して1勝0敗、防御率0.45、18奪三振を記録した。
2012年はAA級ミッドランドで開幕を迎え、27試合に先発登板して6勝9敗、防御率4.14、97奪三振を記録した。9月にAAA級サクラメント・リバーキャッツへ昇格し、1試合に登板した。
2013年はAAA級サクラメントで開幕を迎え、7月10日にダン・ストレイリーと入れ替わる形でメジャー初昇格。その日のピッツバーグ・パイレーツ戦でメジャーデビュー。5回裏から登板し、クリント・バームスから初奪三振を記録。2回を投げ、1安打無失点、3奪三振に抑えた。7月20日にAAA級サクラメントへ降格したが、8月10日に不振のトム・ミローンに代わって先発の枠を埋める形で再昇格。8月15日のヒューストン・アストロズ戦で8回を無失点9奪三振に抑えてMLB初勝利を挙げた。また、チームが地区連覇を決めた9月22日のミネソタ・ツインズ戦でも先発し勝利を収めた。結局、途中昇格ながらシーズン通算で12試合に登板し、64イニングを投げ5勝3敗、防御率2.67、奪三振率は9を超え被本塁打率は0.6台の好成績を残す。その活躍が認められポストシーズンでも先発ローテーション入りした。デトロイト・タイガースとのアメリカンリーグディビジョンシリーズ（ALDS）では第2戦に先発登板してジャスティン・バーランダーと投げ合い、8回4安打無失点、9奪三振と好投し、チームのサヨナラ勝利に繋げた。
2014年はスプリングトレーニングにメジャー契約で参加した。プレシーズン・ゲームでは6試合に登板して0勝1敗、防御率3.48だった。シーズンは初の開幕ロースター入りを果たし、3月31日に行われたクリーブランド・インディアンスとの開幕戦に先発。6回を投げ、5安打無失点、7奪三振と好投したが、打線の援護がなく勝敗は付かなかった。だが、その後もシーズン通じて先発ローテーションに定着して33試合に先発登板した。14勝10敗、防御率3.08という成績を記録し、チームで唯一200イニング以上に投げた。
2015年は自身初となるオールスターに選出されたが、登板機会はなかった。最終的にチームの先発投手としては唯一となる2桁勝利・200イニング以上を記録した。防御率2.73はアメリカンリーグ3位、14勝は同8位タイ、2完封は同1位タイという素晴らしい成績を記録。WHIPは前年から低下し、1.08となった。オフにはサイ・ヤング賞の投票でダラス・カイケル、デビッド・プライスに次ぐ3位だった。
2016年はあまり調子が上がらないままのピッチングが続き、8月には右前腕部の負傷により離脱した。結果的に22試合の先発登板に留まり、防御率5.69、5勝11敗、WHIP1.50と、本来の実力を発揮出来ずじまいだった。
2017年はシーズン開幕前の2月9日に指名投手枠で第4回WBCのアメリカ合衆国代表に選出されたが、2月26日に故障の懸念から辞退した。シーズンでは7月25日までに16試合に先発登板し、6勝5敗、防御率3.43であった。

### ヤンキース時代

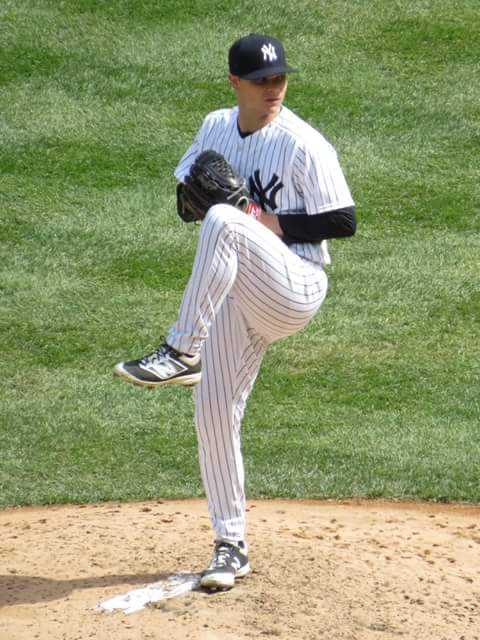
ニューヨーク・ヤンキース時代
（2018年4月7日）

2017年7月31日にダスティン・ファウラー、ホルヘ・マテオ、ジェームズ・カプリーリアンとのトレードで、ニューヨーク・ヤンキースへ移籍した。背番号は54をアロルディス・チャップマンが使用しているため55となった。移籍後は11試合に先発登板したが、打線の援護に恵まれず、4勝7敗、防御率3.72と不本意な成績に終わった。シーズン通算では27試合に先発登板し10勝12敗、防御率3.55と2年ぶりの2桁勝利を記録した一方、2年連続で2桁敗戦・負け越しとなった。
2018年は先発ローテーションの一角として7月までに21試合に先発登板していたが、8勝7敗、防御率5.08と振るわず、8月以降は先発の座を剥奪された。最終的に2年連続の2桁勝利は達成したが、30試合（先発23試合）の登板で11勝9敗、防御率4.90、WHIP1.50と前年から大きく成績を落とした。

### レッズ時代
2019年1月21日にシェド・ロング・ジュニアと2019年のMLBドラフト指名権（戦力均衡ラウンドA）を条件に、レイベル・サンマルティンと共にシンシナティ・レッズへトレードされた。その際、契約を2020年から3年延長し、総額3050万ドルの3年契約で合意した。背番号を「54」に戻すことができた。
シーズンではオールスターに選出されていたマックス・シャーザーが故障で辞退したことで、代替選手として4年ぶり2度目となるオールスター選出を果たした。この年にミルウォーキー・ブルワーズからレッズに引き抜かれた、ヴァンダービルト大学時代のコーチであるデレク・ジョンソンが投手コーチとして帯同したこともあり、成績が向上した。最終的には11勝8敗、防御率2.87、自己最多の205奪三振などを記録し、サイ・ヤング賞の投票では7位だった。

### ツインズ時代
2022年3月13日にチェイス・ペティとのトレードで、フランシス・ペゲーロと共にミネソタ・ツインズへ移籍した。この年は24試合に先発登板して119.2イニングを投げ、8勝5敗、防御率3.08、117奪三振を記録した。
2023年7月2日に選手間投票で通算3度目となるオールスターゲームに選出された。この年は32試合に先発登板して184イニングを投げ、8勝8敗、防御率2.79、183奪三振を記録し、サイ・ヤング賞投票では満票で受賞したゲリット・コールに次ぐ2位に入った。また、自身初となるオールMLBチームにセカンドチームの先発投手として選出された。オフの11月3日にフリーエージェント（FA）となった。ツインズからはクオリファイング・オファーを受けていたが、同月14日の期日までに契約は行わなかった。

### カージナルス時代
2023年11月27日にセントルイス・カージナルスと3年総額7500万ドル、4年目は球団オプションという契約で合意した。
2024年は28試合に先発登板して166.1イニングを投げ、13勝9敗、防御率3.84、203奪三振を記録した。

## 選手としての特徴
オーバースローから、最速97.4mph（約156.8km/h）・平均94mph（約151km/h）のフォーシームと、平均92mph（約148km/h）のツーシームを主体に、平均81mph（約130km/h）のカーブ、平均85mph（約137km/h）のスライダー、平均89mph（約143km/h）チェンジアップ、稀に平均90mph（約145km/h）のカットボールを投げる。
チェンジアップはもともと平均85mph（約137km/h）程度だったが、年々球速がアップしており、2016年終了時点では88mph（約142km/h）まで向上している。
ゴロの割合が通算54%と高く、ツーシームなどで打たせて取るスタイルだが、一方でスライダーの空振り率も高く、必要に応じて奪三振も狙える本格派である。
通算被wOBAが対右打者は.289なのに対し、対左打者は.283と、右投手であるが左打者を苦としていない。

## 詳細情報

### 年度別投手成績
| 年 度     | 球 団     | 登 板 | 先 発 | 完 投 | 完 封 | 無 四 球 | 勝 利 | 敗 戦 | セ 丨 ブ | ホ 丨 ル ド | 勝 率 | 打 者 | 投 球 回 | 被 安 打 | 被 本 塁 打 | 与 四 球 | 敬 遠 | 与 死 球 | 奪 三 振 | 暴 投 | ボ 丨 ク | 失 点 | 自 責 点 | 防 御 率 | W H I P |
| --------- | --------- | ----- | ----- | ----- | ----- | -------- | ----- | ----- | -------- | ----------- | ----- | ----- | -------- | -------- | ----------- | -------- | ----- | -------- | -------- | ----- | -------- | ----- | -------- | -------- | ------- |
| 2013      | OAK       | 12    | 10    | 0     | 0     | 0        | 5     | 3     | 0        | 0           | .625  | 261   | 64.0     | 51       | 4           | 20       | 0     | 0        | 67       | 2     | 1        | 22    | 19       | 2.67     | 1.11    |
| 2014      | OAK       | 33    | 33    | 2     | 2     | 0        | 14    | 10    | 0        | 0           | .583  | 899   | 219.0    | 187      | 15          | 74       | 2     | 7        | 183      | 15    | 0        | 84    | 75       | 3.08     | 1.19    |
| 2015      | OAK       | 31    | 31    | 3     | 2     | 1        | 14    | 7     | 0        | 0           | .667  | 831   | 208.0    | 166      | 17          | 59       | 0     | 2        | 169      | 13    | 0        | 71    | 63       | 2.73     | 1.08    |
| 2016      | OAK       | 22    | 22    | 0     | 0     | 0        | 5     | 11    | 0        | 0           | .313  | 517   | 117.0    | 133      | 18          | 42       | 0     | 2        | 94       | 15    | 0        | 80    | 74       | 5.69     | 1.50    |
| 2017      | OAK       | 16    | 16    | 0     | 0     | 0        | 6     | 5     | 0        | 0           | .545  | 400   | 97.0     | 84       | 8           | 30       | 0     | 1        | 94       | 7     | 0        | 48    | 37       | 3.43     | 1.18    |
| 2017      | NYY       | 11    | 11    | 1     | 0     | 0        | 4     | 7     | 0        | 0           | .364  | 278   | 65.1     | 55       | 11          | 27       | 1     | 2        | 59       | 3     | 1        | 31    | 27       | 3.72     | 1.26    |
| '17計     | NYY       | 27    | 27    | 1     | 0     | 0        | 10    | 12    | 0        | 0           | .455  | 678   | 162.1    | 139      | 19          | 57       | 1     | 3        | 153      | 0     | 1        | 79    | 64       | 3.55     | 1.21    |
| 2018      | NYY       | 30    | 23    | 0     | 0     | 0        | 11    | 9     | 0        | 0           | .550  | 582   | 130.1    | 138      | 14          | 57       | 0     | 8        | 123      | 9     | 1        | 73    | 71       | 4.90     | 1.50    |
| 2019      | CIN       | 31    | 31    | 0     | 0     | 0        | 11    | 8     | 0        | 0           | .579  | 708   | 175.1    | 122      | 17          | 68       | 1     | 7        | 205      | 7     | 1        | 59    | 56       | 2.87     | 1.08    |
| 2020      | CIN       | 11    | 11    | 0     | 0     | 0        | 5     | 3     | 0        | 0           | .625  | 235   | 56.0     | 42       | 4           | 26       | 0     | 2        | 72       | 7     | 1        | 26    | 23       | 3.70     | 1.21    |
| 2021      | CIN       | 26    | 26    | 0     | 0     | 0        | 7     | 9     | 0        | 0           | .438  | 575   | 135.1    | 115      | 19          | 50       | 1     | 8        | 155      | 9     | 0        | 67    | 63       | 4.19     | 1.22    |
| 2022      | MIN       | 24    | 24    | 0     | 0     | 0        | 8     | 5     | 0        | 0           | .615  | 488   | 119.2    | 99       | 11          | 36       | 0     | 6        | 117      | 3     | 0        | 44    | 41       | 3.08     | 1.13    |
| 2023      | MIN       | 32    | 32    | 0     | 0     | 0        | 8     | 8     | 0        | 0           | .500  | 754   | 184.0    | 156      | 8           | 55       | 0     | 6        | 183      | 6     | 1        | 59    | 57       | 2.79     | 1.15    |
| 2024      | STL       | 28    | 28    | 0     | 0     | 0        | 13    | 9     | 0        | 0           | .591  | 671   | 166.1    | 142      | 21          | 39       | 0     | 3        | 203      | 7     | 1        | 79    | 71       | 3.84     | 1.09    |
| MLB：12年 | MLB：12年 | 307   | 298   | 6     | 4     | 1        | 111   | 94    | 0        | 0           | .541  | 7199  | 1737.1   | 1490     | 167         | 583      | 5     | 54       | 1724     | 104   | 6        | 743   | 677      | 3.51     | 1.19    |

- 2024年度シーズン終了時

### 年度別守備成績
| 年 度 | 球 団 | 投手（P） | 投手（P） | 投手（P） | 投手（P） | 投手（P） | 投手（P） |
| 年 度 | 球 団 | 試 合     | 刺 殺     | 補 殺     | 失 策     | 併 殺     | 守 備 率  |
| ----- | ----- | --------- | --------- | --------- | --------- | --------- | --------- |
| 2013  | OAK   | 12        | 9         | 10        | 1         | 0         | .950      |
| 2014  | OAK   | 33        | 18        | 41        | 3         | 3         | .952      |
| 2015  | OAK   | 31        | 37        | 23        | 0         | 1         | 1.000     |
| 2016  | OAK   | 22        | 10        | 11        | 1         | 3         | .955      |
| 2017  | OAK   | 16        | 11        | 9         | 2         | 1         | .909      |
| 2017  | NYY   | 11        | 5         | 12        | 1         | 0         | .944      |
| '17計 | NYY   | 27        | 16        | 21        | 3         | 1         | .925      |
| 2018  | NYY   | 30        | 15        | 18        | 1         | 0         | .971      |
| 2019  | CIN   | 31        | 22        | 19        | 2         | 4         | .953      |
| 2020  | CIN   | 11        | 5         | 6         | 1         | 0         | .917      |
| 2021  | CIN   | 26        | 13        | 19        | 0         | 2         | 1.000     |
| 2022  | MIN   | 24        | 5         | 12        | 1         | 1         | .944      |
| 2023  | MIN   | 32        | 10        | 20        | 0         | 1         | 1.000     |
| 2024  | STL   | 28        | 14        | 17        | 0         | 1         | 1.000     |
| MLB   | MLB   | 307       | 174       | 217       | 13        | 17        | .968      |

- 2024年度シーズン終了時
- 各年度の太字はリーグ最高

### 表彰
- ピッチャー・オブ・ザ・マンス：2回（2014年4月・7月）
- オールMLBチーム
  - セカンドチーム（先発投手）：1回（2023年）

### 記録
- MLBオールスターゲーム選出：3回（2015年、2019年、2023年）

### 背番号
- 54（2013年 - 2017年7月30日、2019年 - 2023年、2025年 - ）
- 55（2017年8月1日 - 2018年）

### 代表歴
- 2010年世界大学野球選手権大会アメリカ合衆国代表